# Pasha Parfeni
Pavel Parfeni (n. 30 mai 1986, Orhei, RSS Moldovenească, URSS), cunoscut sub numele scenic Pasha Parfeni, este un cântăreț moldovean de muzică pop, fost membru al formației SunStroke Project.

## Biografie
Datorită părinților, Pavel de mic copil a fost înconjurat de muzică. Mama a fost profesoară de pian la Școala de muzică din Orhei, tatăl - interpret și chitarist . La 7 ani este deja elev la școala muzicală din Orhei, specialitatea pian. În 2002 depune actele la colegiul de muzică din Tiraspol, secția jazz . Studiile și experința acumulată în această instituție, îi permit să-și descopere talentul de interpret. Astfel în 2003 Pavel devine deținătorul Premiului Mare la concursul Vocile Transnistriei . În 2006 își continuă studiile muzicale la Academia de Muzică, Teatru și Arte Plastice, unde încearcă postura de compozitor. Interpretând propria creație la concursul Stelele Elatului obține Premiul 3  și înalta apreciere a binecunoscutei interprete Larisa Dolina din Rusia. Paralel cu studiile, Pavel mai participă ca interpret, într-un colectiv de muzica rock. În 2007 devine membrul Teatrului cântecului de estradă, care aparține Centrului de Cultura Elat. Tot în 2007 a câștigat Locul I la Festivalurile "Duetul anului" și "Argintul Iantrei" (Bulgaria) .
În 2009 Pavel în calitate de vocalist al formației SunStroke Project a participat la preselecția națională pentru Eurovision în Republica Moldova cu piesa „No Crime” unde s-au clasat pe locul 3 .
Pavel a obținut „Marele Premiu” la Festivalul internațional de muzică ușoară „George Grigoriu” din Brăila, desfășurat în perioada 22 - 24 mai 2009  și difuzat în direct la TVR. Pavel a revenit acasă cu un Volkswagen Passat, dar și cu o ofertă de milioane - o piesă scrisă special pentru el de compozitorul Andrei Tudor .
Pavel Parfeni a ocupat locul I la Festivalul Internațional de Muzică „Slaveanski Bazar” din Vitebsk, Belarus, organizat în vara anului 2009. El a concurat cu soliști din 16 state, printre care Italia, Brazilia, Bulgaria, Ucraina, Macedonia, Serbia, Lituania, Letonia, Rusia etc. Pe lângă tradiționalul trofeu – o liră de aur, Pavel va primi și un premiu bănesc în sumă de 6000 USD. La acest concurs a interpretat trei piese: „Svecia gorela”, din repertoriul Allei Pugaciova, „Dac-ai fi” și „We Are the Champions” .
În septembrie 2009, Pavel Parfeni a participat la festivalul internațional „Cerbul de Aur” de la Brașov. Cu regret, la acest concurs Pavel nu a fost premiat .
În 2009, Pavel Parfeni a participat la Festivalul Mamaia. El a interpretat piesa lui Andrei Tudor „Tu nu vezi cerul”. Cu această piesă, alături de alți trei concurenți, Pavel s-a clasat pe locul I la secțiunea Creație .
La sfârșitul toamnei 2010, contractul lui Pavel Parfeni a expirat și el a părăsit proiectul SunStroke Project .

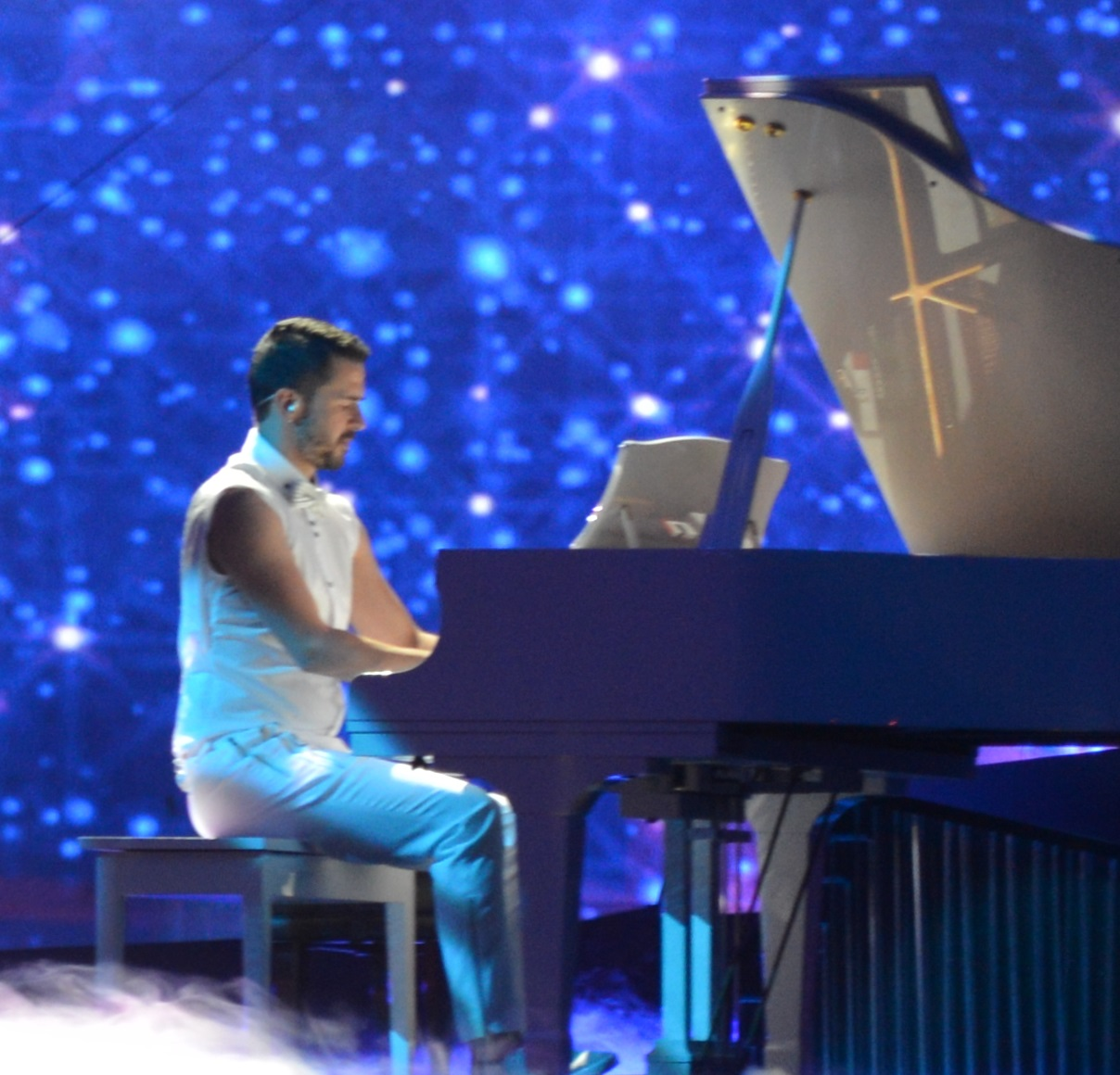
Pasha Parfeni la Eurovision 2013

În 2010, Pavel Parfeni și-a dorit enorm să participe la preselecția Eurovision în România. Dar, fiindcă nu are cetățenie română, și-a amânat intenția . Însă  a participat cu melodia „You Should Like”  la preselecția națională în Republica Moldova. S-a plasat pe poziția a 2-a cedând primul loc tocmai fostei sale formații SunStroke Project.
La 11 martie 2012, Pasha Parfeni a câștigat selecția națională pentru Eurovision 2012 cu piesa „Lăutar” și a reprezentat Republica Moldova la Baku. Zece puncte a obținut în urma televotingului și 12 puncte din partea juriului de specialitate .
În 2023 a reprezentat Republica Moldova la Concursul Muzical Eurovision cu piesa Soarele și Luna unde s-a clasat pe locul 18.

## Palmares
- 2003 “Vocile Transnistriei” - Premiul Mare
- 2003 “Doua inimi gemene” – Premiul Mare
- 2005 “Steaua Elatului” - Locu 1
- 2007 “Faces of Friends” - Premiul Mare
- 2007 “Duetul Anului” - Locul 1
- 2007 “Vostochny Bazar” (Ucraina) - Locul 2
- 2007 “Argintul Iantrei ” (Bulgaria) - Locul 1
- 2008 Songs of the world - Locul 1
- 2009 Eurovision 2009 - Locul 3 cu piesa “No crime” Preselecția Națională
- 2009 Sloveanskii Bazar (Belarus) - Locul 1
- 2009 Mamaia (România) - Locul 1
- 2010 Eurovision 2010 - Locul 2 cu piesa „You should like” Preselecția Națională
- 2011 Eurovision 2011 - Locul 3 cu piesa „Dorule” Preselecția Națională
- 2012 Eurovision 2012 - Locul 1 cu piesa „Lautar” Preselecția Națională

## Viața personală
În perioada 2017-2024 a fost căsătorit cu Iuliana Scutaru.